# دی گراف (کانزاس)
دی گراف (به انگلیسی: De Graff) یک منطقهٔ مسکونی در ایالات متحده آمریکا است که در کانزاس واقع شده‌است. دی گراف ۴۲۷ متر بالاتر از سطح دریا قرار دارد.